# Franz Horny
Pour les articles homonymes, voir Horny.
Franz Theobald Horny (Weimar, 23 novembre 1798 – Olevano Romano, 23 juin 1824) est un peintre romantique allemand.

## Biographie

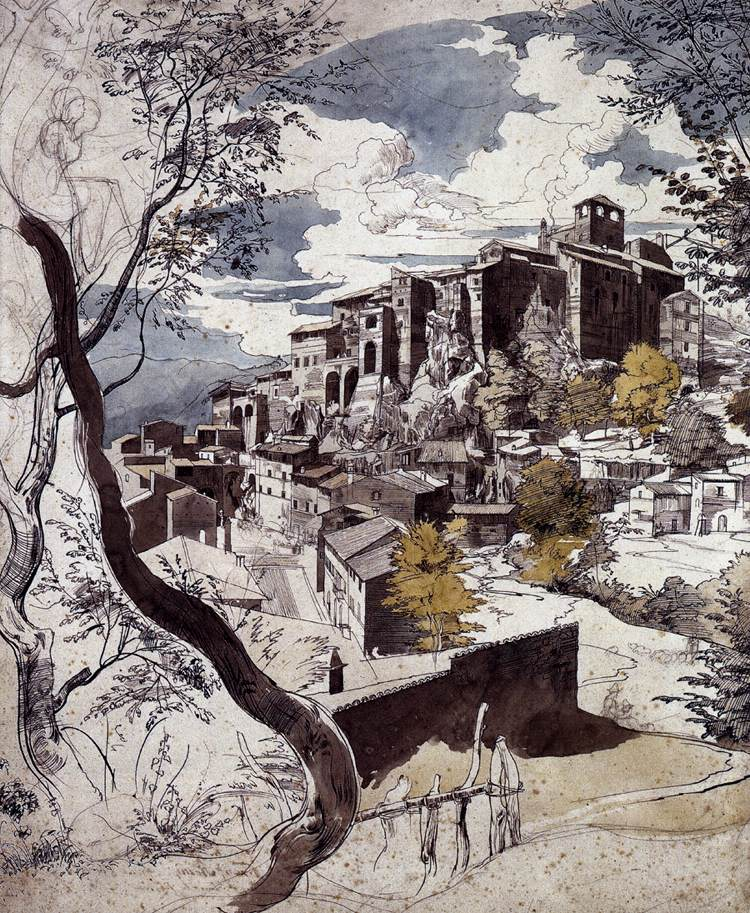
Vue d'Olevano (1822).

Il a étudié à l'École princière de dessin de Weimar sous la direction de Johann Heinrich Meyer, le conseiller de Goethe en matière artistique. Son père Konrad Horny y était professeur. Sa carrière a pris un tour décisif lorsqu'il a rencontré l'historien d'art, collectionneur et mécène Carl Friedrich von Rumohr, qui l'a emmené avec lui à Rome, où il l'a aidé à entrer dans l'atelier de Joseph Anton Koch. Il y est resté jusqu'en 1817, divisé entre son éducation romantique allemande et les influences du mouvement nazaréen. Il a accompagné Rumohr dans des excursions à Olevano et à Frascati. Lors d'une de ces excursions, il a rencontré Peter von Cornelius, qui a fait jouer ses relations pour lui obtenir un contrat pour des fresques au Casino Massimo, propriété du Marquis Carlo Massimo.
À son retour en Allemagne, il a principalement travaillé comme paysagiste. Peu après, on a découvert qu'il était atteint de tuberculose. Comme son état s'aggravait, il est reparti en Italie, dans l'espoir que le climat lui serait plus favorable, et il s'est installé à Olevano en 1822. C'est là qu'il est mort après de longues souffrances, et qu'il a été enterré.
En 1998-99, pour célébrer le bicentenaire de sa naissance, la Kunsthalle de Hambourg a présenté en coopération avec la Fondation classique de Weimar (de), Ein Romantiker im Lichte Italiens, la première exposition entièrement consacrée à l'œuvre de Horny.